# Атерийская культура
Атерийская культура — археологическая культура, относящаяся к среднему каменному веку Северной Сахары и региона гор Атлас. Немногочисленные найденные артефакты созданы, как предполагают, Homo sapiens, но очень раннего типа, в котором проявляется некоторое внешнее морфологическое сходство с неандертальцами. До сих пор найдены остатки лишь нескольких скелетов. Известно более десятка стоянок, возраст которых от 20 до 90 тыс. лет. Каменные орудия выполнены техникой «леваллуа». Для усиления к ним прикрепляли деревянную рукоятку, в том числе используя копье и стрелы с каменными наконечниками. Костяной нож длиной почти 13 сантиметров из пещеры Дар-эс-Солтан-1, расположенной недалеко от атлантического побережья Марокко, датируются возрастом 90 тыс. лет назад. Атерийская культура — одна из первых, в которой появились лук и стрелы. Найдены также украшения в виде раковин моллюсков Nassarius, окрашенных охрой и с отверстиями для нанизывания, возраст которых составляет около 82 тыс. лет. Аналогичные украшения той же эпохи найдены на Ближнем Востоке и юге Африки, в пещере Бломбос.
В эпоху мезолита атерийскую культуру практически на всей территории её распространения сменяет иберо-мавританская культура, связь которой с атерийской культурой остаётся дискуссионной.

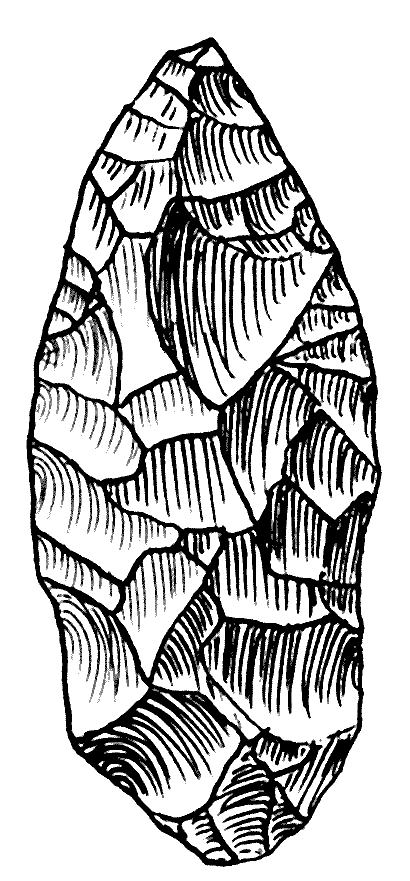
Атерийская обоюдоострая проколка.
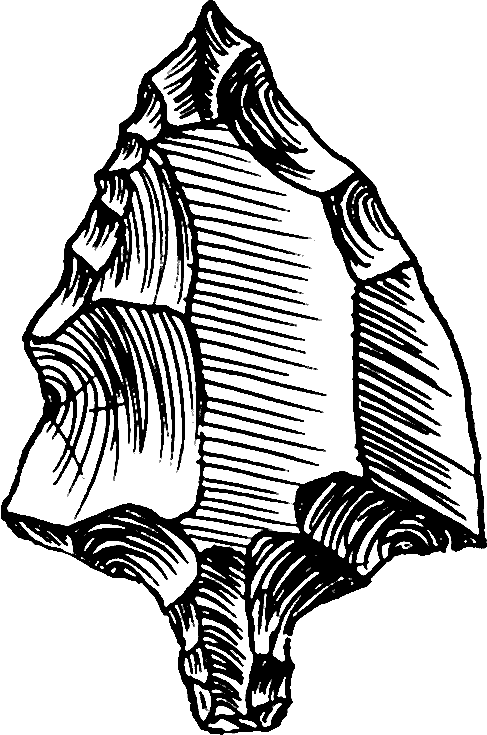
Атерийский остроконечник.
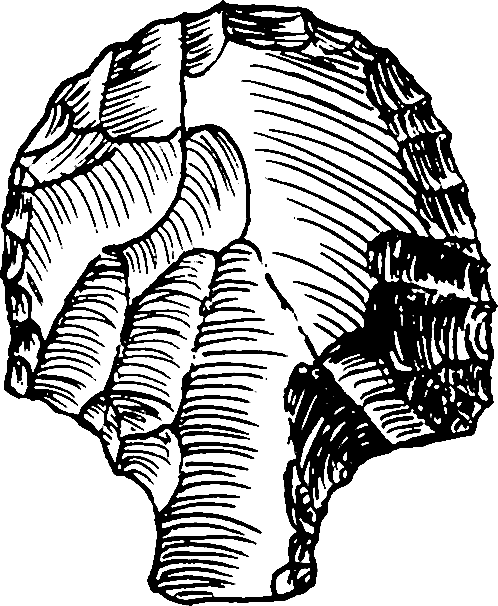
Атерийский скребок.